# 卢巴雷斯
卢巴雷斯（法語：Loubaresse，法語發音：[lubaʁɛs]）是法国康塔尔省的一个旧市镇，属于圣弗卢尔区。2016年，卢巴雷斯与临近的3个市镇合并为新市镇瓦勒达尔科米，卢巴雷斯为新市镇行政中心。

## 地理
卢巴雷斯（44°56'6"N, 3°12'36"E）面积28.24 平方千米，位于法国奥弗涅-罗讷-阿尔卑斯大区康塔爾省，该省份为法国中南部省份，位于法國中央高原中心，北起科雷兹省、上盧瓦爾省和多姆山省，西接洛特省和科雷兹省，南至阿韦龙省和洛特省，东临上盧瓦爾省和洛泽尔省。
与卢巴雷斯接壤的市镇（或旧市镇、城区）包括：昂格拉尔-德圣弗卢尔、沙利耶、法沃罗勒、吕讷昂马尔热里德、圣瑞斯特、圣马克、阿尔巴雷圣玛丽、绍亚克。

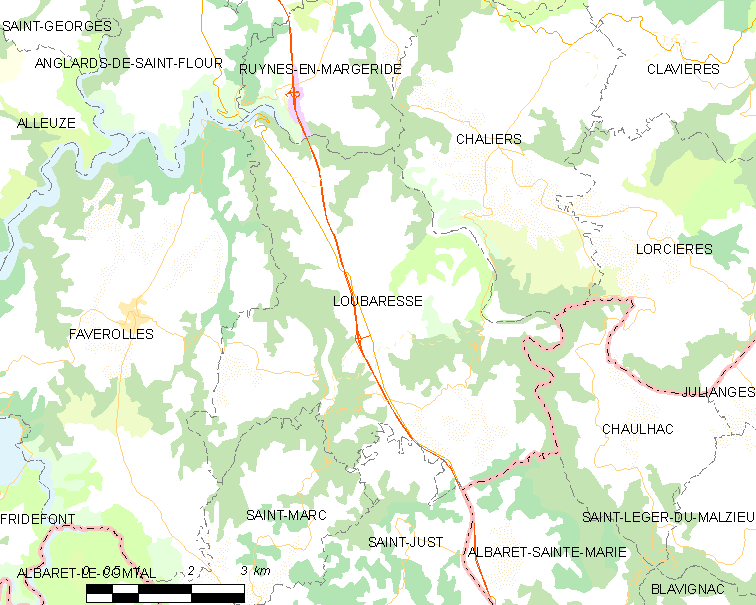
卢巴雷斯的OSM定位图

卢巴雷斯的时区为UTC+01:00、UTC+02:00（夏令时）。

## 行政
卢巴雷斯的邮政编码为15320，INSEE市镇编码为15108。

## 政治
卢巴雷斯所属的省级选区为特吕耶尔河畔讷韦格利斯县。

## 人口

1962-2008年间卢巴雷斯人口变化图示

卢巴雷斯于2018年1月1日时的人口数量为427人。